# Ochsenzoll
Ochsenzoll – stacja metra hamburskiego na linii U1. Stacja została otwarta 1 lipca 1921.

## Położenie
Stacja Ochsenzoll znajduje się w Hamburgu, w dzielnicy Langenhorn (część Ochsenzoll). Wyposażona jest w jeden peron wyspowy.